# Droga wojewódzka 849
Die Droga wojewódzka 849 (DW849) ist eine 50 Kilometer lange Droga wojewódzka (Woiwodschaftsstraße) in der Woiwodschaft Lublin in Polen. Die Strecke in den Powiaten Biłgorajski und Zamojski sowie der kreisfreien Stadt Zamość verbindet die Landesstraße DK17 mit zwei weiteren Woiwodschaftsstraßen.
Die DW849 verläuft in etwa südlicher Richtung von der Stadt Zamość nach Wola Obszańska.

## Streckenverlauf
Woiwodschaft Lublin, kreisfreie Stadt
-  Zamość (DK17)

Woiwodschaft Lublin, Powiat Zamojski
-  Lipsko

Woiwodschaft Lublin, Powiat Biłgorajski
-  Józefów (DW853)
-  Józefów (DW853)
-  Wola Obszańska (DW863)